# Xyrichtys victori
Xyrichtys victori es una especie de peces de la familia Labridae en el orden de los Perciformes.

## Morfología
- Los machos pueden llegar alcanzar los 15 cm de longitud total.[1]

## Distribución geográfica
Se encuentran en las Islas Galápagos.